# Jinete sable y los comisarios estrella
Jinete sable y los comisarios estrella es el título de una serie de animación creada en los años 80, como resultado de una producción estadounidense-japonesa.
Producida por los famosos Studio Pierrot y WEP, nació bajo los títulos: Saber Rider and the Star Sheriffs, en Estados Unidos, y como Sei Juushi Bismarck o Star Musketeer Bismarck, en Japón.
En España fue emitida por Antena 3 desde su primer día de emisiones, el jueves 25 de enero de 1990.

## Sinopsis
La trama transcurre en el futuro, en una época en la cual los humanos colonizaron varios planetas y crearon una alianza interplanetaria llamada Nueva Frontera. Para defenderla, existe una institución denominada Comando de Caballería formada por los Comisarios Estrella, dirigidos por el Jinete Sable y que recorren la galaxia a bordo de la nave Ariete, que puede transformarse en un mecha. El principal antagonista son los Seres de Vapor, que quieren conquistar el mundo y que provienen de la Dimensión de Vapor.

## Personajes

### Comisarios Estrella

#### Jinete Sable
Descendiente de una acaudalada familia de raíces aristocráticas, Sable encarna el rol del perfecto caballero y mejor líder. De origen inglés, porta el escudo de Inglaterra grabado en su armadura, en la parte superior del brazo y en el casco. Es un gran espadachín y siente pasión por los caballos. Extremadamente fiel a sus principios, para él, el deber está por encima de todo, incluso de sus sentimientos.

#### Bólido
Es el integrante más joven del equipo. Que nació en Japón queda bien claro por los colores de su armadura y por la bandera que tiene grabada en el casco. Antes de formar parte de los Comisarios Estrella era corredor de Fórmula 1, el campeón más joven de todos los tiempos y con un brillante futuro. Sus pasiones son la velocidad y el riesgo, aunque le pierden su intempestuosidad y egoísmo. A lo largo de la serie irá descubriendo en abril algo más que a una compañera de equipo. Su iniciativa y valentía hacía parecer que Bólido era líder del grupo.

#### Potro
Su principal actividad al conocer a Sable era la captura de fugitivos, era un cazarrecompensas y, junto a su inseparable gorro vaquero, ansiaba atrapar a Vancuo, un espía muy cotizado. Mujeriego, peleón y rebelde, es el rey de las armas de fuego. Su principal rival es Jessie Azul, con quien luchará cada vez que la ocasión se tercie. Aunque se niega a reconocerlo no todo él está hecho de piedra. Potro es estadounidense, luce la bandera de los Estados Unidos en el casco de armadura.

#### Abril Águila
Es hija del Comandante Águila y la ingeniera que diseñó y estuvo al mando del proyecto Ariete. Viste los colores de la bandera de su país natal, Francia. Antes de combatir junto a los Comisarios Estrella se dedicaba al tenis profesional. Toda una belleza con mucho carácter que traerá de cabeza a más de uno, hasta el punto de ser el motivo por el cual Jessie abandona la Academia para unirse a los comisarios estrella. Será la instructora del equipo para el control de Ariete y la mano derecha de Sable.

#### Comandante Águila
Padre de Abril, es el jefe al mando de la división Oeste de los Comisarios Estrella. Supervisó el proyecto Ariete. El bienestar de Abril está por encima de cualquier cosa para él. Los Seres de Vapor lo secuestrarán para chantajear al Comando de Caballería.

#### General Halcón Blanco
Es el General al mando de todos los equipos militares de la Nueva Frontera, incluidos los Comisarios Estrella. 
Fue el único que apoyó a Abril y confió en su proyecto de defensa.

### Seres de Vapor
- Gattler

Es el militar al mando del primer escuadrón de los Bandidos al que se enfrenta el equipo de Sable. Está a las órdenes de Némesis a quien teme a la vez que obedece fielmente. Cuando Jessie aparece en su dimensión y le roba el puesto desconfía de él debido a su condición de humano.
- Némesis

Viva encarnación del mal, Némesis es el líder indiscutible de todos los Seres de Vapor. Debido a su gran poder todos sus súbditos le temen. Es cruel, frío, calculador y ambicioso en extremo. Ansía conquistar el universo de los humanos y poder abandonar así la Zona de Vapor. A medida que avanza la serie se sabe que Némesis no es un Ser de Vapor común. Lo que más odia en el mundo es el aburrimiento, motivo por el que no soporta a sus súbditos puesto que los Bandidos no saben "divertirse".
- Jessie Azul

Jessie es el cadete más brillante de la Academia de Caballería y sueña con llegar a ser un Comisario Estrella. Es ambicioso y muy egoísta. Para su infortunio se enamora perdidamente de Abril y, tras ser rechazado por esta, decide vengarse de Sable intentando matarle al estar convencido de que Abril le ha rechazado por él. Tras casi matar a Abril por error decide abandonar la Academia y unirse a los Seres de Vapor, tornando su amor en puro odio. Será la mano derecha de Némesis y el mayor rival de Potro.
- Vancuo

Vancuo es un Ser de Vapor que trabaja de espía infiltrándose entre los humanos. Él es quien vende la información de la existencia de Ariete a los Seres de Vapor. Potro va tras él el día que conoce a Sable y le dará caza aunque ya sea demasiado tarde para la seguridad de la Nueva Frontera.

## Las naves
Ariete
Se diseñó y pensó como la mejor arma de defensa contra los mega robots que los Seres de Vapor envían desde la Dimensión de Vapor, llamados Bandidos o Renegados, en su lucha por defender la Nueva Frontera. Equipada con las más modernas tecnologías y armas, cuando entra en acción es la única esperanza contra los Renegados. Fue diseñada por Abril Águila y contó con el respaldo del General Halcón Blanco. Para poderla activar es necesario que los cuatro miembros del equipo estén a los mandos, entonces pasa de nave de transporte a mecha armado.
Corcel
Es el caballo mecánico de Jinete Sable. Atiende a su llamada y le obedece como uno de verdad. Tiene propulsores en las patas para poderse elevar y desplazar por el aire. Luce los colores de la armadura de Sable.
Nova
Es el caballo mecánico de Abril, a quien obedece. Al igual que el de Sable, tiene propulsores en las patas para poder elevarse y desplazarse por el aire. Su coraza es rosa como la armadura de Abril.
Furia Roja
Es el coche que pilota Bólido. Aunque es el mismo monoplaza con el que competía en las carreras no se trata de un coche corriente, puede propulsarse a grandes velocidades y tiene integrados unos sistemas de defensa que le permiten disparar proyectiles. Es rojo y blanco, siguiendo los colores de su piloto.
Poder Montado
Es la nave que pilota Potro cuando lucha contra los Bandidos o cuando compite con Bólido. Al igual que Furia Roja lleva integrados proyectiles y un sistema que le permite apuntar mejor a las naves enemigas. Es azul y blanca, como su traje.

## Episodios
La serie consta de 52 episodios más otros 5 no emitidos en televisión. Aunque, en 2010, estos episodios perdidos se doblaron al alemán, para la edición en DVD en este idioma, y se intercalaron con el resto.
| Nro. | Edición en japonés         | Nro. | Edición en inglés                        |
| ---- | -------------------------- | ---- | ---------------------------------------- |
| 1    | 宇宙の冒険野郎             | 1    | Star Sheriff Round Up                    |
| 2    | 俺とあいつとあの野郎       | 4    | Iguana Get To Know You                   |
| 3    | 小さな名保安官             | 7    | Little Pardner                           |
| 4    | デスキュラ・スパイを撃て！ | 8    | Brawling Is My Calling                   |
| 5    | 激突！！ 荒野の決戦        | 16   | Show Down at Cimarron Pass               |
| 6    | 美少女エリスの秘密         | 19   | Sole Survivor                            |
| 7    | 小さな愛の物語             | 20   | Legend of the Santa Fe Express           |
| 8    | 謎のスペース・ホース       | 9    | Wild Horses Couldn't Drag Me Away        |
| 9    | 明日への戦い               | 27   | The Hole in the Wall Gang                |
| 10   | ガニメデの鬼将軍           | 22   | Famous Last Words                        |
| 11   | 老いたる不死鳥             | 23   | Sharpshooter                             |
| 12   | 星空のクリスマスカロル     | 24   | The Monarch Supreme                      |
| 13   | 死神キッド                 | 21   | Snake Eyes                               |
| 14   | 白銀の決闘                 | 29   | Snow-Blind                               |
| 15   | ラスト・シューティング     | 5    | Little Hombre                            |
| 16   | よみがえる騎士道           | 10   | The Castle of the Mountain Haze          |
| 17   | 君の手で村を守れ           | 30   | Tranquility                              |
| 18   | 地獄から来た聖者           | 41   | The Amazing Lazardo                      |
| 19   | 秘密暗殺計画を暴け         | 42   | I Forgot                                 |
| 20   | 危険な来訪者               | X    | (Deceptions)                             |
| 21   | 恐怖のロボット・ショー     | 6    | Greatest Show on the New Frontier        |
| 22   | 爆発！！ 死のレース        | 28   | The All Galaxy Grand Prix                |
| 23   | キャプテン・ホリデー       | X    | (Captain Holiday)                        |
| 24   | 四つ葉のクローバー         | 12   | Four Leaf Clover                         |
| 25   | 猛撃！ ブラスター・パルス  | 37   | Born on the Bayou                        |
| 26   | ガニメデ最後の決戦         | 25   | Gattler's Last Stand                     |
| 27   | 新たなる決意 ACT-1         | 35   | The Challenge (1)                        |
| 28   | 新たなる決意 ACT-2         | 36   | The Challenge (2)                        |
| 29   | 再会、そして旅立ち         | 14   | What Did You Do on Your Summer Vacation? |
| 30   | 戦え！ 平和のために        | X    | (A City Sold for Peace)                  |
| 31   | アンドロメダから来た男     | 15   | Jesse Blue                               |
| 32   | デスキュラ・ハンター       | 26   | Dooley                                   |
| 33   | 幽霊戦隊を叩け！           | 31   | Bad Day at Dry Gulch                     |
| 34   | 虹に願いを!                | 43   | Lend Me Your Ears                        |
| 35   | 女戦士チルカ               | 40   | Jesse's Girl                             |
| 36   | ジュノー星救出作戦         | X    | (Reluctant Rescue)                       |
| 37   | 50%の賭け                  | 38   | April Rides                              |
| 38   | わんぱくWARS！             | 39   | The Walls of Red Wing                    |
| 39   | 魔のレト星フィールド       | 33   | Sneaky Spies                             |
| 40   | 真心が見えた時             | 32   | Snowcone                                 |
| 41   | 恐竜の星                   | 11   | Oh Boy! Dinosaurs!                       |
| 42   | 大要塞接近！               | X    | (All or Nothing)                         |
| 43   | デスキュラの秘密           | 44   | Born To Run                              |
| 44   | 星の神話                   | 45   | The Legend of the Lost World             |
| 45   | 奪回！ ルヴェール博士      | 46   | The Rescue                               |
| 46   | ビスマルク解体！           | 47   | Eagle Has Landed                         |
| 47   | 戦士の復活                 | 48   | Cease Fire                               |
| 48   | ハイパーフォトン砲発射！   | 49   | Alamo Moon                               |
| 49   | ヘルペリデスを撃破せよ！   | 50   | The Nth Degree                           |
| 50   | ヘルペリデス脱出.          | 51   | Who is Nemesis?                          |
| 51   | 夢銀河                     | 52   | Happy Trails                             |
| X    | —                          | 2    | Cavalry Command                          |
| X    | —                          | 3    | Jesse's Revenge                          |
| X    | —                          | 13   | The Highlanders                          |
| X    | —                          | 17   | The Saber and the Tomahawk               |
| X    | —                          | 18   | All That Glitters                        |
| X    | —                          | 34   | Stampede                                 |